# Campeonato Maranhense de Futebol de 1961
O Campeonato Maranhense de Futebol de 1961 foi a 40º edição da divisão principal do campeonato estadual do Maranhão. O campeão foi o Sampaio Corrêa que conquistou seu 8º título na história da competição. O artilheiro do campeonato foi Garrinchinha, jogador do Moto Club, com 13 gols marcados.

## Premiação
| Campeonato Maranhense de 1961      |
| São Luís                           |
| ---------------------------------- |
| Sampaio Corrêa Campeão (8º título) |